# 문서에 관한 죄
| |
| 형법 刑法 |
| 형법학 · 범죄 · 형벌 죄형법정주의 |
| 범죄론 |
| 구성요건 · 실행행위 · 부작위범 간접정범 · 미수범 · 기수범 · 중지범 불능범 · 상당인과관계 고의 · 고의범 · 착오 과실 · 과실범 공범 · 정범 · 공동정범 공모공동정범 · 교사범 · 방조범 |
| 항변 |
| 위법성조각사유 · 위법성 · 책임 · 책임주의 책임능력 · 심신상실 · 심신미약 · 정당행위 · 정당방위 · 긴급피난 · 오상방위 · 과잉방위 · 강요된 행위                                     |
| 죄수 |
| 상상적 경합 · 연속범 · 병합죄 |
| 형벌론 |
| 사형 · 징역 · 금고 벌금 · 구류 · 과료 · 몰수 법정형 · 처단형 · 선고형 자수 · 작량감경 · 집행유예                                                                                  |
| 대인범죄 |
| 보통살인죄 · 존속살해죄 · 자살교사·방조죄 |
| 촉탁승낙살인죄 · 영아살해죄 · 낙태죄 |
| 상관살해죄 |
| 폭행죄 · 상해치사죄 · 절도죄 |
| 성범죄 · 성매매알선 · 강간죄 |
| 유괴 · 과실치사상죄 · |
| 대물범죄 |
| 손괴죄 · 방화죄 |
| 절도죄 · 강도죄 · 사기죄 |
| 사법절차 방해죄 |
| 공무집행방해죄 · 뇌물죄 |
| 위증죄 · 배임죄 |
| 미완의 범죄 |
| 시도 · 모의 · 공모 |
| 형법적 항변 |
| 자동증, 음주 & 착오 |
| 정신 이상 · 한정책임능력 |
| 강박 · 필요 |
| 도발 · 정당방위 |
| 다른 7법 영역 |
| 헌법 · 민법 · 형법 |
| 민사소송법 · 형사소송법 · 행정법 |
| 포털: 법 · 법철학 · 형사정책 |
| v • d • e • h |

문서에 관한 죄 혹은 문서위조죄는 명의가 진정하지 않은 문서 또는 내용이 진실하지 않은 문서의 작출(作出)에 관한 죄이다.
일반적으로 문서에 관한 죄의 보호법익은 문서(도화)의 진정에 대한 공공의 신용이다. 그런데 형법이 보호하려는 것이 명의의 진정에 대한 것이냐 그 내용의 진실에 대한 것이냐에 따라 '형식주의(形式主義)'와 '실질주의(實質主義)'가 대립하고 있는바 현대 사회생활에 있어서 문서의 특수한 기능에 비추어 내용의 진실에 앞서 작성명의의 진정이 더 중요하므로 현행 형법은 형식주의를 택하고 있다. 따라서 권한없이 타인 명의의 문서를 작성하는 행위를 주로 벌하고 권한 있는 자가 진실이 아닌 내용의 문서를 작성하는 행위는 특히 중요한 경우(227조, 228조, 233조)에 한하여 처벌한다. 전자를 '유형위조(有形僞造)', 후자를 '무형위조(無形僞造)'라고 한다. 그리고 유형위조·무형위조와 동렬(同列)로 쓰이는 용어로 '변조(變造), '변작(變作)'이 있다. 전자는 진정하게 작성된 타인 명의의 문서에 권한없이 변경을 가하는 것이고, 후자는 작성권한 있는 자가 진정하게 성립한 문서의 내용에 변경을 가하는 것이다. 문서에 관한 죄에 있어서 '문서'는 문자 또는 이에 대신할 부호를 사용하여 영속(永續)할 수 있는 상태에서 어떤 물체 위에 기재한 의사표시(意思表示)를 말하며 법률상 그 물체의 종류 또는 의사표시의 종류에는 아무런 제한이 없다. 문서위조는 목적범으로서, 문서위조죄가 성립하기 위해서는 '행사의 목적'을 필요로 한다.
위조된 사문서 행사의 공소시효가 남아 있음에도 불구하고 행사할 목적으로 사문서를 위조헌 이유로 정경심 교수에 대해 공소제기한 것을 두고 김어준의 뉴스공장에서 "사문서를 위조하여 혼자 보관하고 있는 것도 처벌 대상이 되어야 하느냐"는 문제를 제기하면서 본인이 사문서를 위조하기만 한 것에 대한 논란이 있다.

## 판례
- 휴대전화 신규 가입신청서를 위조한 후 이를 스캔한 이미지 파일을 제3자에게 이메일로 전송 하여 컴퓨터 화면상으로 보게 한 행위는 사문서위조는 해당하지 않고 위조사문서행사죄는 해당한다.[1]
- 사문서의 작성명의자의 인장이 압날되지 아니하고 주민등록번호가 기재되지 않았더라도, 일 반인으로 하여금 그 작성명의자가 진정하게 작성한 사문서로 믿기에 충분할 정도의 형식과 외관을 갖추었으면 사문서위조죄 및 동행사죄의 객체가 되는 사문서에 해당한다.[2]
- ‘문서의 원본인지 여부’가 중요한 거래에서 문서의 사본을 진정한 원본인 것처럼 행사할 목적으로 문서의 원본을 다른 조작을 가함이 없이 그대로 컬러복사기로 복사한 후 복사한 문서의 사본을 원본인 것처럼 행사하였다면 사문서위조 위조사문서행사죄에 해당한다.[3].
- 국립대학교 교무처장 명의의 ‘졸업증명서 파일’을 위조한 경우, 위 파일은 형법상의 문서에 해당하지 않는다.[4].
- 원본파일의 변경까지 초래하지는 아니하였더라도 램에 올려진 전자기록에 허구의 내용을 권한 없이 수정입력한 경우, 사전자기록변작죄의 기수에 이르렀다.[5].
- 신주발행이 판결로써 무효로 확정되기 이전에 그 신주발행사실을 담당 공무원에게 신고하여 공정증서인 법인등기부에 기재하게 한 경우에는 그 행위가 공무원에 대하여 허위신고를 한 것이고 그 기재 또한 불실기재에 해당하지 않는다.[6]
- 사문서의 위·변조죄는 작성권한 없는 자가 타인 명의를 모용하여 문서를 작성하는 것을 말하는 것이므로 사문서를 작성·수정함에 있어 그 명의자의 명시적이거나 묵시적인 승낙이 있었다면 사문서의 위·변조죄에 해당하지 않고, 한편 행위 당시 명의자의 현실적인 승낙은 없었지만 행위 당시의 모든 객관적 사정을 종합하여 명의자가 행위 당시 그 사실을 알았다면 당연히 승낙했을 것이라고 추정되는 경우 역시 사문서의 위·변조죄가 성립하지 않는다고 할 것이나[7], 명의자의 명시적인 승낙이나 동의가 없다는 것을 알고 있으면서도 명의자 이외의 자의 의뢰로 문서를 작성하는 경우 명의자가 문서작성 사실을 알았다면 승낙하였을 것이라고 기대하거나 예측한 것만으로는 그 승낙이 추정된다고 단정할 수 없다.[8]
- 공무원 아닌 자가 관공서에 허위 내용의 증명원을 제출하여 그 내용이 허위인 정을 모르는 담당공무원으로부터 그 증명원 내용과 같은 증명서를 발급받은 경우에는 공문서위조죄의 간접정범이 성립하지 않는다.[9]
- 연대보증인이 될 것을 허락한 자의 인감도장과 인감증명서를 교부받아 그를 차주로 하는 차용금 증서를 작성한 경우에는 위조죄가 성립하지 않는다.[10]
- 문서위조죄는 그 작성된 문서가 일반인으로 하여금 당해 명의인의 권한 내에서 작성된 것이라고 믿을 수 있는 정도의 형식과 외관을 구비하면 성립된다.[11]
- 위조사문서의 행사는 상대방으로 하여금 위조된 문서를 인식할 수 있는 상태에 둠으로써 기수가 되고 상대방이 실제로 그 내용을 인식하여야 하는 것은 아니므로, 위조된 문서를 우송한 경우에는 그 문서가 상대방에게 도달한 때에 기수가 되고 상대방이 실제로 그 문서를 보아야 하는 것은 아니다.[12]
- 복사한 문서의 사본은 형법상 문서위조 및 동행사죄의 객체인 문서에 해당한다.[13]
- 사자와 허무인 명의의 사문서는 문서위조죄의 객체가 된다.[14]
- 컴퓨터 모니터 화면에 나타나는 이미지는 이미지 파일을 보기 위한 프로그램을 실행할 경우에 그때마다 전자적 반응을 일으켜 화면에 나타나는 것에 지나지 않아서 계속적으로 화면에 고정된 것으로는 볼 수 없으므로, 형법상 문서에 관한 죄에 있어서의 '문서'에 해당되지 않는다.[15]
- 신용장에 날인된 시중은행의 접수일부인은 사실증명에 관한 사문서에 해당되므로 위탁된 권한을 넘어서 신용장에 허위의 접수일부인을 날인한 것은 사문서위조에 해당된다.[16]
- 컴퓨터 모니터 화면에 나타나는 이미지는 이미지 파일을 보기 위한 프로그램을 실행할 경우 에 그때마다 전자적 반응을 일으켜 화면에 나타나는 것에 지나지 않아서 계속적으로 화면에 고정된 것으로는 볼 수 없으므로, 형법상 문서에 관한 죄에 있어서의 ‘문서’에는 해당되지 않는다고 할 것이다[17]
- 문서위조죄의 요건을 구비한 이상 그 문서의 명의인이 실재하지 않는 허무인이거나 또는 문 서의 작성일자 전에 이미 사망하였다고 하더라도 문서위조죄가 성립한다.[18]
- 컴퓨터 스캔 작업을 통하여 만들어낸 공인중개사 자격증의 이미지 파일은 전자기록으로서 전 자기록 장치에 전자적 형태로서 고정되어 계속성이 있다고 볼 수는 있으나, 그러한 형태는 그 자체로서 시각적 방법에 의해 이해할 수 있는 것이 아니어서 이를 형법상 문서에 관한 죄에 있어서의 문서 로 보기 어렵다.[19]

## 같이 보기
- 공문서위조변조죄